# Petăr Lesov
Petăr Lesov (in bulgaro Петър Лесов?; 12 dicembre 1960) è un ex pugile bulgaro.

## Palmarès

### Olimpiadi
- 1 medaglia:
  - 1 oro (Mosca 1980 nei pesi mosca)

### Europei dilettanti
- 2 medaglie:
  - 2 ori (Tampere 1981 nei pesi mosca; Varna 1983 nei pesi mosca)